# Index Fungorum
Index Fungorum,en català: Índex dels fongs, és un projecte internacional per fer un índex de tots els noms formals científics (la nomenclatura binomial) del regne dels fongs. Quelcom comparable a l'Índex Internacional de Noms de les Plantes (International Plant Names Index, IPNI), però amb més institucions participants.
Tots els noms dels fongs estan enllaçades a pàgines que donen el nom correcte del fong ambllistes dels sinònims taxonòmics.
Index Fungorum proporciona identificadors (Life Science Identifiers, LSIDs) pels registres en la seva base de dades. La web també proporciona un servei de web de protocol SOAP per cercar en la seva base de dades i extreure'n els registres.